# السلطانيه

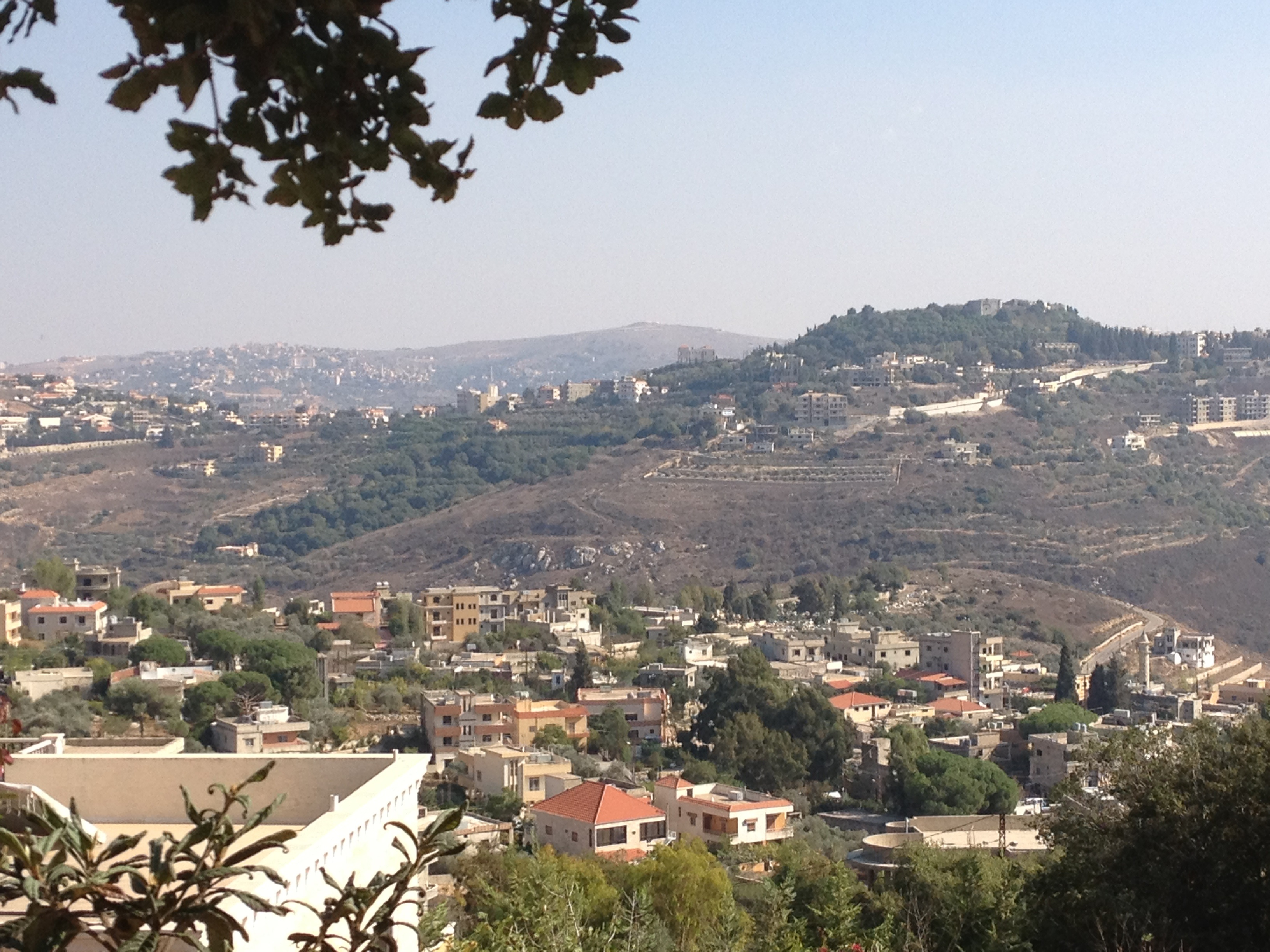
مشهد عام للقريه من منطقة الحريقه- بعدسة محمد نايف مرواني

السلطانية هي بلدة لبنانية من بلدات قضاء بنت جبيل في محافظة النبطية.من اشهر اعلام القرية الاعلامي الرياضي حسين ياسين مراسل قنوات beinsports في  ايطاليا

## الموقع
تبعد عن العاصمة بيروت حوالي 110 كلم وتعلو عن سطح البحر حوالي 650 م. يجوبها مناخ معتدل ونظيف. يحدّها من الجنوب والشرق بلدة تبنين حيث يفصل بينهما عين المزراب، ومن الغرب دير انطار، ومن الشمال خربة سلم.
يشار إلى ان اسمها كان اليهودية، الا ان اهلها غيروه إلى السلطانية.

## ميزتها
تتميز البلدة بالثقافة والعلم إذ ان معظم أهلها من المتعلمين وطلاب الجامعات ويحصد طلاب البلدة المراتب الأولى لذا تحتفل جمعية البلدة في الحفل التخريج السنوي للطلاب.

## عائلاتها
آل ياسين العائلة الكبرى في البلدة، بحوالي 550 ناخب.
وهناك عائلات: عباني، مسلماني، مرواني، صالح وخواجة. إضافة إلى عائلات عفيف، هزيمة، منصور، السقا، قصفة، عبيد، بعلبكي، إبراهيم، سلامة، فخرالدين، قدوح.